# Горњи Шепак
Горњи Шепак је насељено мјесто у општини Зворник, Република Српска, БиХ. Према попису становништва из 1991. у насељу је живјело 1.964 становника.

## Историја
До 2012. године званичан назив насеља је био Шепак Горњи, а тада се на основу „Одлуке о промјени назива насељеног мјеста Шепак Горњи у Горњи Шепак на подручју општине Зворник“ (Службени гласник Републике Српске 100/2012 од 30. октобра 2012. године) мења у садашњи назив. До 1955. године званични назив насеља је био Шепак Муслимански.

## Становништво
Према попису становништва из 1991. године, мјесто је имало 1.964 становника.
| Националност       | 1991.          |
| Муслимани          | 1.924 (97,96%) |
| Срби               | 18 (0,92%)     |
| Југословени        | 14 (0,72%)     |
| Хрвати             | 2 (0,10%)      |
| остали и непознато | 6 (0,34%)      |
| укупно             | 1.964          |

| Демографија | Демографија | Демографија |
| Година      | Становника  | Становника  |
| ----------- | ----------- | ----------- |
| 1948.       | 951         |             |
| 1953.       | 1.110       |             |
| 1961.       | 1.259       |             |
| 1971.       | 1.485       |             |
| 1981.       | 1.735       |             |
| 1991.       | 1.964       |             |